# 新疆生产建设兵团第一师十六团
新疆生产建设兵团第一师十六团是中华人民共和国新疆生产建设兵团第一师下辖的一个团，与新疆维吾尔自治区阿拉尔市新开岭镇实行“团镇合一”的管理体制。

## 行政区划
新疆生产建设兵团第一师十六团下辖以下单位：
团部、一连、二连、三连、四连、五连、六连、七连、八连、九连、十连、十一连、十三连、园林二队、农一队、农二队和绿园镇生活区。